# 1159
Năm 1159 trong lịch Julius.